# Independence (Kansas)
Pour les articles homonymes, voir Independence.
Independence est une ville du comté de Montgomery, État du Kansas, aux États-Unis. D'après le recensement de 2010, sa population est de 9 483 habitants. La ville a été nommée en commémoration de la Déclaration d'indépendance 

## Site historique
L’État du Kansas a désigné la maison d'enfance de Laura Ingalls Wilder et de la famille Ingalls, situé à Independence, comme site historique, site ouvert aux visiteurs. Ce lieu est celui décrit dans le livre « La Petite Maison dans la prairie ». Son auteur a vécu près d'Independence.[réf. nécessaire]